# Affeltrangen
Affeltrangen is een gemeente en plaats in het Zwitserse kanton Thurgau, en maakt deel uit van het district Weinfelden.

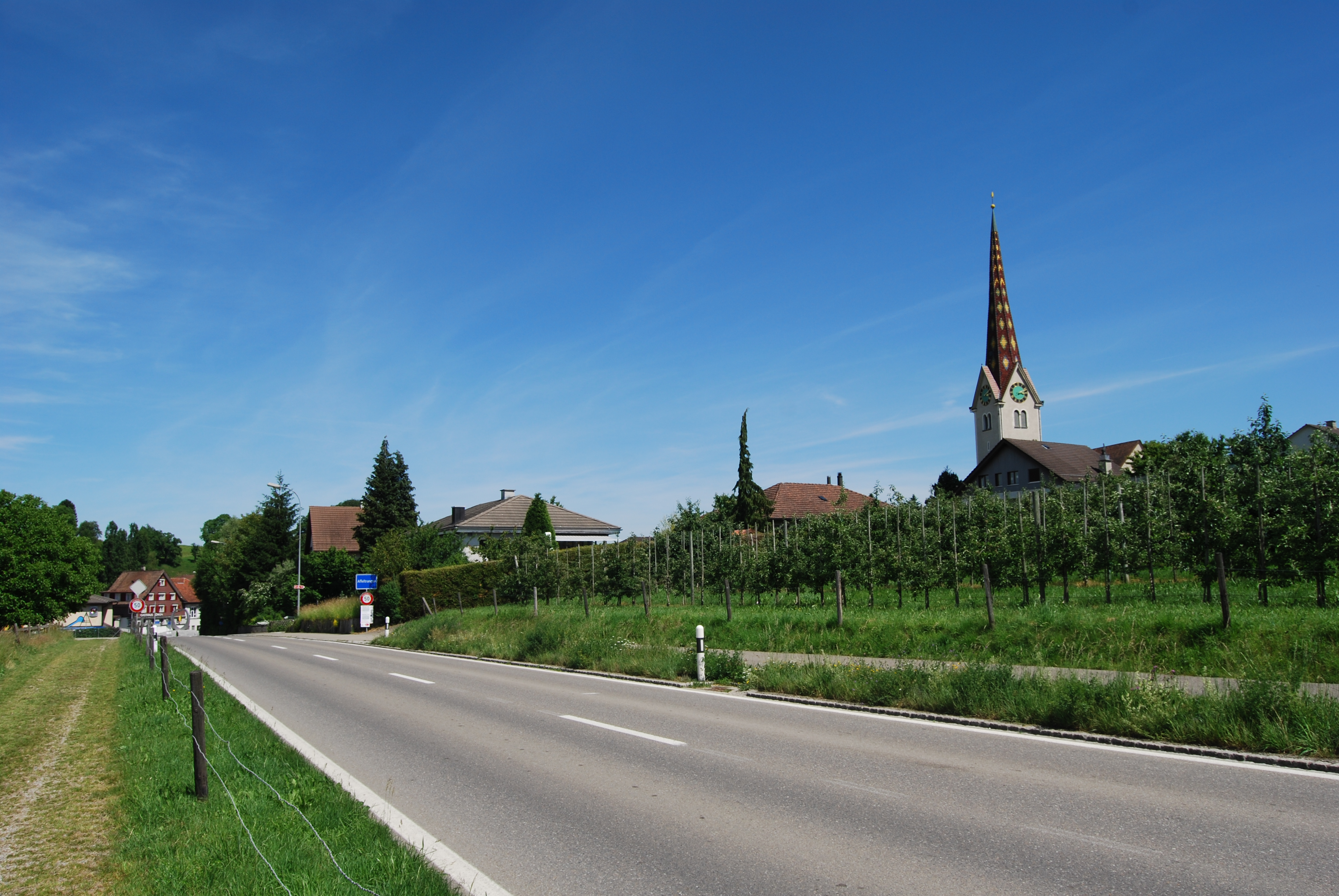
Affeltrangen

Affeltrangen telt 2207 inwoners.